# Pochazia dohrni
Pochazia dohrni är en insektsart som beskrevs av Schmidt 1905. Pochazia dohrni ingår i släktet Pochazia och familjen Ricaniidae. Inga underarter finns listade i Catalogue of Life.